# Primærrute 8
De Primærrute 8 is een hoofdweg in Denemarken. De weg loopt van Nyborg via Sønderborg naar Tønder. De Primærrute 8 loopt over de eilanden Funen en Als en over het schiereiland Jutland en is ongeveer 139 kilometer lang. Tussen Als en Funen is een veerverbinding.

## Sønderborgmotorvejen
Een deel van de Primærrute 8 is uitgevoerd als autosnelweg, de Sønderborgmotorvejen. Sinds 31 maart 2012 verbindt deze weg Sønderborg met de Sønderjyske Motorvej.